# Torsten Segebladh
Stig Torsten Rutger Segebladh, född den 14 februari 1917 på Osaby, Tävelsås församling, Kronobergs län, död den 13 augusti 2006 i Vallentuna församling, Stockholms län, var en svensk författare. 
Segebladh bedrev studier i Frankrike och Spanien 1955 och i Italien och Jugoslavien 1957. Han var medarbetare i Ord och Bild, Perspektiv, All världens berättare, Horisont samt i dagspressen. Segebladh fick utdelning från Albert Bonniers stipendiefond för yngre och nyare författare 1959 och var en av Boklotteriets stipendiater 1960.